# 和風総本家
『和風総本家』（わふうそうほんけ）は、テレビ大阪の制作により、テレビ東京系列で放送されていたクイズバラエティ番組である。

## 番組概要
知っているようで知らない、日本人のマナーや礼儀作法、しきたりなどをクイズ形式で紹介する。番組のコンセプトは『“和”のエンターテインメント番組』。
2007年11月4日（日曜日）の『日曜ビッグバラエティ』（テレビ東京制作）で放送された『日本和風検定』の放送コンセプトや企画を基礎として、制作局をテレビ東京から系列局のテレビ大阪に移管し、番組タイトルを『和風総本家』と改め、2008年2月18日（月曜日）19:00 - 20:48（JST）に単発番組として放送された。そして同年4月14日より毎週月曜日20:00 - 20:54（JST）にレギュラー放送を開始、2009年10月より毎週木曜日21:00 - 21:54（JST）に放送時間を移動。木曜21時枠での10年半の放送期間は『木曜洋画劇場』に次いで2番目に長い記録である。
2011年頃より特定のテーマに基づいた人物や事柄を取り上げたVTRが中心の回、特に日本の職人に関する回が多く、初期のような日本独特のマナーや風習などの紹介は少なくなっている。また、一部のテーマを除いてVTRの最後のナレーションは「○○（その日のテーマ）っていいなぁ」で締めるのが恒例となっている。
2011年10月の『木曜8時のコンサート〜名曲!にっぽんの歌〜』の放送開始以降は、同番組の放送に続けて本番組を見る視聴者も多く、また『木曜8時のコンサート』の出演者がゲスト解答者として出演したこともある。
2012年6月29日、初回から2012年2月16日放送までレギュラー出演していた地井武男が死去したことを受け公式サイトにはお悔やみのメッセージが表記された。2018年2月8日に「主治医が見つかる診療所」との初コラボを行い、『主治医〜』に東貴博・萬田久子・増田和也（当時テレビ東京アナウンサー）が出演し、本番組には番組レギュラー回答者の草野と初出演となる東野幸治・森本智子（テレビ東京アナウンサー）という布陣である。
2018年9月20日の2時間スペシャルをもって『和風総本家』は最終回となった。また同日をもって『つきじ治作』での収録も最後になると同時に、司会進行の増田和也は降板した。
2018年10月11日より、番組名を『二代目 和風総本家』に改題し“未来への継承”を新たな番組テーマに大幅なリニューアルを行う。また、新たなレギュラー出演者として鈴木福（子役俳優）が加入する。鈴木と、続投した東・萬田はスタジオ収録でゲストと職人のVTRを見ながらコメントする形をとっている。『和風総本家』で行われたクイズ自体は廃止されているが、ミニコーナーの形で「ニッポンを見抜こう!」などのクイズが行われている。また、豆助はCM前のみの登場となり、豆助によるミニコーナーは廃止された。
しかし、2019年5月16日放送分よりふたたびリニューアルされ、2017年度以前に増田の代理司会を数回務め、2018年度（『和風総本家』末期～『二代目』初期）にナレーションを担当していた俳優の前田吟が正式に二代目司会に就任した。同時にスタジオ収録は変わらないものの『和風総本家』同様のクイズ形式に回帰した。
本番組は2020年3月19日の放送を最後に終了、『和風総本家』を含めた12年の番組の歴史に終止符を打つこととなった。これにより14年間続いた平日のゴールデン・プライムタイムにおけるテレビ大阪制作全国ネット番組枠が消滅する。

### 放送時間の変遷
| 期間       | 期間       | 放送時間（日本時間）         |
| ---------- | ---------- | ---------------------------- |
| 2008.04.14 | 2009.09.14 | 月曜日 20:00 - 20:54（54分） |
| 2009.10.08 | 2020.03.19 | 木曜日 21:00 - 21:54（54分） |

### 特別編
本放送とは別に特別編が放送されている。

## 出演者

### 司会進行
- 増田和也(テレビ東京アナウンサー(当時))
  - 増田は当時、『ウイニング競馬』をはじめとした様々なスポーツ中継の実況としても担当しており、大規模なスポーツ大会があると現地での中継実況・取材を行うため不在となる場合があった。過去に下記の3回が該当し、いずれも前田が代行した。
    - 2016年8月25日放送分:リオデジャネイロ五輪のため
    - 2017年6月22日放送分:世界卓球2017のため
    - 2018年6月14日放送分:2018全仏オープンテニスのため
- 前田吟(俳優)
  - 『二代目 和風総本家』へのリニューアル以降、2019年5月9日放送分までは、レギュラーの東・萬田・鈴木が進行を担当する形で決まった進行役は置いていなかったが、翌週5月16日放送分から正式に二代目の司会・進行に就任した。
前田は『和風総本家』時代に常連ゲストとして複数回出演し、後述のとおり当時の司会・進行だった増田の休演時には代理司会を担当した。また『二代目』では司会就任以前にナレーターを担当していた。

### パネリスト

#### レギュラー
- 地井武男（ - 2012年2月9日）[注 4]
- 萬田久子
- 東貴博（Take2）
- 鈴木福（2018年10月11日[1] - ）[注 5]

#### 主な常連ゲスト
- 辺見えみり
- 西村和彦
- 柳原可奈子
- 草野仁
- 宮本隆治
- 小木茂光
- 眞鍋かをり
- 東幹久
- 藤岡弘、

他にゲストが数名出演。
ゲストの人数については、2012年2月までは2名、それ以降『和風総本家』終了までは毎週3名のゲスト（男性2名、女性1名の組み合わせが比較的多かった）が出演していた。
『二代目 和風総本家』はレギュラー出演者が3名いるため、ゲストは2名となった。

### ナレーション
- 麻生美代子（提供読みも兼任 2008年4月14日 - 2018年3月22日）
放送開始から長らくメインナレーションを一人で担当。提供読みも担当していた。
2017年8月24日放送分からは本編のナレーションは島本と分担して担当。
2017年9月の19代目豆助までは、豆助の飼い主である老婆役も兼任していた。
2018年3月22日放送分をもって卒業したことが放送終了後プロデューサーの庄田真人、構成作家の伊藤正宏のTwitterにて発表された[4][5]。
降板してから約5か月後の、同年8月25日に死去。死去の事実が公となった直後の同年9月6日放送では、番組の内容を一部変更し、番組終盤で増田・萬田・東による追悼コメントと、過去を振り返るVTRが放送された。
- 池田昌子（麻生の代役 2009年6月 - 7月）
- 前田吟（2018年4月12日- 2019年5月9日) 
麻生の後任として島本と分担して担当。豆助への語り掛けについては、前田が麻生から引き継いでいる。
2017年8月 - 2018年3月の間にも、2時間特番時などに一部ナレーションを、麻生・島本と分担して担当していたことがあった。
前述のとおり、2019年5月16日放送分から司会・進行に転じた。
- 島本須美（2017年8月24日放送分から2018年3月22日放送分までは、本編のナレーションを麻生と、2018年4月12日放送分からは前田と分担して担当。2019年5月16日放送分からは前田の司会・進行転身にともない全面的に担当することになった。提供読みについては、2018年度以降、島本が麻生から引き継いでいる。）
- あおい洋一郎（主に冒頭・中間コーナーを担当しているが、2018年4月からは本編のナレーションも一部担当。 2008年4月 - ）

### 吹き替え
- 松村幸洋
- 石黒千尋

### 豆助
最終的に23匹が出演。最終回にて歴代豆助の現在の姿が写真で紹介され、終了時点で1匹も死ぬ事なく健在である事が伝えられた。
- 初代[注 6]：2008年7月7日 - 2009年5月18日
- 2代目：2009年5月25日 - 2009年10月29日
- 3代目：2009年11月5日 - 2010年3月18日
- 4代目：2010年4月22日 - 2010年6月24日
- 5代目：2010年7月1日 - 2010年9月30日
- 6代目：2010年10月21日 - 2011年3月24日
- 7代目[注 7]：2011年4月21日 - 2011年9月29日
- 8代目：2011年10月26日 - 2012年3月22日
- 9代目：2012年4月12日 - 2012年9月20日
- 10代目：2012年10月11日 - 2013年3月21日
- 11代目：2013年4月11日 - 2013年9月19日
- 12代目：2013年10月10日 - 2014年3月20日
- 13代目：2014年4月10日 - 2014年9月25日
- 14代目：2014年10月9日 - 2015年3月19日
- 15代目：2015年4月9日 - 2015年9月17日
- 16代目：2015年10月15日 - 2016年3月24日
- 17代目：2016年4月7日 - 2016年9月29日
- 18代目[注 8]：2016年10月20日 - 2017年3月23日
- 19代目：2017年4月6日 - 2017年9月21日
- 20代目：2017年10月5日 - 2018年3月22日
- 21代目[注 8]：2018年4月12日 - 2018年9月20日
- 22代目（新1代目）[注 9]：2018年10月11日 - 2019年9月26日
- 23代目[注 10]：2019年10月10日[6][7] - 終了時

23代目は2020年7月12日から制作局・テレビ大阪で毎週日曜21:54~22:00(テレビ東京では「有吉ぃぃeeeee!そうだ!今からお前んチでゲームしない?」の冒頭部分を放送。)に「豆助のニッポンっていいな。」に登場している。
また、23代目は2022年3月31日の同局系「『どうぶつピース』最終回スペシャル」で登場した。

### その他
- 西村和彦 - 厳格之進役（不定期出演）ゲストパネリストとして出演することもある。
- 寺田千穂 - 厳格之進の妻役（不定期出演）
- 千秋 - ネコ殿様の声（不定期出演）
- セイン・カミュ - 「はじめてのニッポン」リポーター（不定期出演）

## 放送内容

### 和風総本家
日本独特の礼儀や習慣、和食など、毎回一つのテーマに絞ったランキングや特集を放送しながら、数度出題される問題（概ね1時間につき2問程度）に出演者達が解答する。スタジオの代わりに使われるのは料亭（東京築地「つきじ治作」）で、出演者達が登場する料亭のシーンと特集のVTRとで構成されている。VTR中のBGMは、コーエー社のゲーム、「戦国無双シリーズ」のサウンドトラックや津軽三味線奏者の上妻宏光が演奏している曲が使用されることが多い。また昨今のバラエティ番組では珍しくVTR中にスタジオの出演者がモニタリングしている姿がワイプで表示されることが一切ない（その代わりスタジオの音声がVTRの雰囲気を損なわない程度に挿入される）。クイズも全て書き問題であり、一般的なクイズ番組にありがちな一番多く正答した者への賞品も基本的にはない。特に職人をとりあげるようになってからは、その業界の人でないと知り得ないような物の名前を当てるような問題も多く、むしろ全員不正解の問題が大方であり、それに対し東が「分かるわけないだろ」などと増田にツッコミを入れるのがほぼお約束となっている。
また、本編の合間には「日本のことば」、2013年春からは「日本の名前」という小シリーズが設けられ、ナレーションの麻生美代子が豆助に語りかける形で日本語の表現の妙や美しさが紹介されている。後に「日本の地名」として、日本国内にある難読地名が紹介されていたが、2017年以降は行われていない。また、オープニングや合間のコーナーに登場する、豆助の飼い主である老婆は麻生本人が演じていたが、19代目豆助の引退とあわせて、2017年9月で降板した（ナレーションも、前月の8月より、島本と交互に担当していたが、2018年3月降板）。

#### 『和風総本家』終了時の主な企画

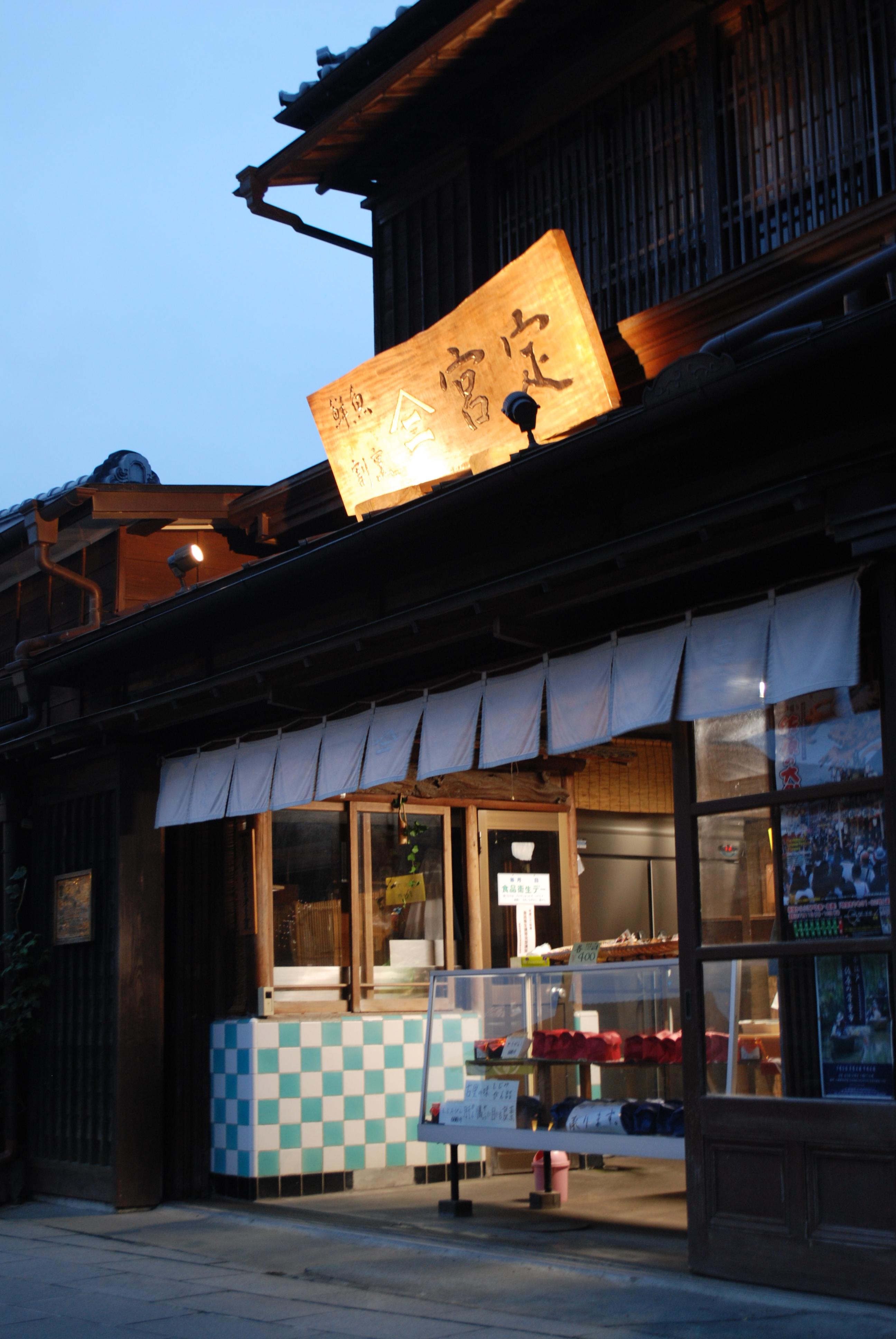
オープニングの撮影に使われた商店(香取市)

和菓子のおつかい“豆柴スイーツ”→季節の炊き込みご飯→季節の鍋→豆助のかけるご飯→ニッポン旬の魚→ニッポン旬の野菜→季節の小鉢→豆助の旬ごはん→ふるさとごはん
オープニングコーナー。和菓子好きの主人に飼われている豆柴の子犬・豆助（0歳）が毎回、和菓子屋「和風総本家」に様々な和菓子を買いに行き、その回のお使い物の和菓子の製造工程をハイスピードカメラで撮影されたスローモーション映像と詩的なナレーションでBGM（洋楽）と共に紹介し、商品の詳細は番組の最後に紹介される。一時期和菓子の紹介がなくなり、豆助が和菓子を持ち帰るシーンから始まって「和風総本家」の看板が表示されるのみとなっていたが、再び製造工程や商品詳細が紹介されるようになった。2011年4月以降はコンセプトはそのままに豆助の家の食卓に並ぶ季節の炊き込みご飯を紹介し、以降3ヶ月から半年単位で紹介するものが変わっている。2012年10月に開始した「ニッポン旬の魚」からは1年毎に変わり、「季節の小鉢」は2014年10月改編から、麻生が老婆役を引退する2017年9月まで3年間続けられた。
またこの時縁側にいる老婆は、本番組のナレーションを務める麻生美代子である。これについては、2011年7月28日放送分でようやく東から触れられた。高齢のためか、16代目豆助が登場した2015年10月からは座椅子を使用している。
2017年10月 - 2018年3月は「豆助の旬ごはん」にリニューアルしていた。これまでも出演していた妻役の女性と散歩している途中で、ある家庭で料理をしているところを豆助が覗き見し、その覗き見た料理を紹介する形式になっている。
2018年4月放送からは麻生が降板したため、オープニング自体が廃止され、夫役と妻役も降板した。豆助が登場するコーナーは番組途中の「ふるさとごはん」となり、前田が「そろそろお腹が空いただろ」との語り掛けで始まり、全国各地の郷土料理などが紹介される（演出方法などは、前述の「日本の地名」などの小シリーズ同様）。
豆助は定期的に代替わりしているため、ほとんど0歳のままである。17代目豆助までは茶色の柴犬であったが、18代目は史上初となる黒柴（黒毛の柴犬）の豆助が登場し、その後も21代目が黒柴である。代替わりした初回（通常は毎年4月・10月最初の放送）では、オープニングコーナーの前に麻生のナレーションで「今日から○○代目」と紹介されてお披露目となるのが恒例である。また初期の頃は、地井と萬田ら番組レギュラーが立会人となって「先代が大きくなってしまったゆえ…」と口上を述べ、デビューする豆助の首にトレードマークの風呂敷を巻く「襲名式」が行われていた。この襲名式の撮影は亀戸天神の境内で行われており、2011年にはこのコーナーの書籍とDVDが発売されている（後述）。その後しばらくは前述のナレーションのみであったが、20代目の節目となった2017年10月5日放送では、萬田と東が立会人となって久々に襲名披露が行われた。
○○密着24時!（もしくは○○の裏側24時）
ある特定の勤務先（築地市場や京都など）で勤務している仕事人の一日に密着する。
初めてのニッポン
日本に初めて来た外国人に密着し、セイン・カミュの案内を受けながら日本を楽しむ様子を取材する。
世界で見つけたMade in Japan
世界各国の街角で「あなたが知っているMade in Japanは何ですか?」と現地の人に尋ねたり、実際に日本製の道具を使用している人への取材を行い、日本の職人がその商品を作る過程を紹介する。また、使用者からの感謝や感想のコメント映像を、実際に商品を作っている工場の従業員や職人らに見せることもある。
日本という名の惑星
テレビ大阪が海外の放送局に「日本についての番組を取材してみませんか?」と呼びかけ、それに応えた放送局がテレビ大阪の協力の元、日本を紹介する番組を制作する。番組ではその取材過程と実際に本国で放送された際の反応を紹介する。
日本を支えるスゴイ機械
日本全国にある知られざる数々の秀逸な機械の中で、他と比べて突出した性能を持つ機械や一風変わった機械に焦点を当てて紹介する企画。アトラスコプコ社製クローラドリルXL660が取り上げられた。
○○を支える人々（もしくは○○を支える職人たち）
特定の地域（鎌倉、京都、銀座など）で見られる様々な工芸品や民芸品などを作る職人にスポットを当て、製作行程を紹介する。
あなたの街の職人さん ○○編
特定の都道府県で活躍している職人にスポットを当てる。その都道府県内で学ぶ中高生（主に、地元の工業高校の生徒）に職人のVTRを見せる上映会を行うこともある。

#### 過去の企画
ちい川柳
初期は地井武男が視聴者から送られた川柳と毎回決められたテーマで対決していたが、川柳を5名のパネリストが評価する形式になった。
疑問一刀斎
日本独特の品物やしきたりなどに関する疑問を取り上げる。回によっては疑問にまつわる一般人アンケートの結果をランキング形式で発表する。
○○ソムリエ
仏像や景色など日本ならではの映像を紹介。
和風検定
和食や礼儀作法などをクイズ形式で取り上げる。例として寿司検定ではネタの名称や寿司屋での流儀が中心となった。
安くて美味しい!○○ランキング
和食料理の食べ方や付け合わせなどを値段などを基準に製作されたランキングで紹介。
安くて美味しい!ご飯に合うおかずベスト50
視聴者から送られた安くておいしいご飯に合うおかずを出演者が試食する。5人中3人以上がご飯に合うと思えばランキング入りとなる。
百年老舗
何代も続く歴史ある名店を紹介。
ちいまっくす
地井武男と東貴博が和の世界を学ぶロケ企画。ロケ企画のためクイズは出題されない。
外国人から見た日本
来日している外国人に「What is JAPAN?」と質問し、外国人が思った日本の印象や疑問（主にしきたりやマナーなど）を取り上げ、VTRで解説する。
和の教育 日本の叱る人々
各職場や学校などで新人教育（学校の場合は生徒教育）をする指導者に密着する。
誰も知らない町工場のすごい職人さんを探してみた
スタッフが都内の特定の地域に直接出向き、近隣住人などの聞き込みであまり知られていない町工場の職人を調べその仕事内容を紹介する。
手土産ランキング
山田五郎らが番組が厳選したおみやげを全て味わってランキングをつける。

### 二代目 和風総本家
『和風総本家』終了時と同様に、日本の職人をとりあげる内容が中心である。基本的にはVTRの合間でスタジオトークが展開される形になるが、下記の「ニッポンを見抜こう!」が番組冒頭または途中で行われることがある。
ニッポンを見抜こう!
『和風総本家』でも、増田時代末期から行われていた不定期のミニクイズ。ある同じものが「A」「B」の2種類あるので、どちらが値段が高いかを当てるクイズ。殆どの場合製作した職人は同じ人だが、工程の複雑さが異なったり、材料が異なるなどの差で倍近く値段が異なることが多い。

## ネット局と放送時間
| 放送対象地域   | 放送局                    | 系列           | 放送時間                   | 遅れ       | 備考                |
| -------------- | ------------------------- | -------------- | -------------------------- | ---------- | ------------------- |
| 大阪府         | テレビ大阪（TVO）         | テレビ東京系列 | 木曜 21:00 - 21:54         | 制作局     | [ 注 12 ]           |
| 関東広域圏     | テレビ東京（TX）          | テレビ東京系列 | 木曜 21:00 - 21:54         | 同時ネット | [ 注 13 ] [ 注 14 ] |
| 北海道         | テレビ北海道（TVh）       | テレビ東京系列 | 木曜 21:00 - 21:54         | 同時ネット | [ 注 15 ]           |
| 愛知県         | テレビ愛知（TVA）         | テレビ東京系列 | 木曜 21:00 - 21:54         | 同時ネット |                     |
| 岡山県・香川県 | テレビせとうち（TSC）     | テレビ東京系列 | 木曜 21:00 - 21:54         | 同時ネット | [ 注 16 ]           |
| 福岡県         | TVQ九州放送（TVQ）        | テレビ東京系列 | 木曜 21:00 - 21:54         | 同時ネット |                     |
| 岐阜県         | 岐阜放送（GBS）           | 独立局         | 木曜 21:00 - 21:54         | 同時ネット | [ 注 17 ]           |
| 滋賀県         | びわ湖放送（BBC）         | 独立局         | 木曜 21:00 - 21:54         | 同時ネット |                     |
| 奈良県         | 奈良テレビ（TVN）         | 独立局         | 木曜 21:00 - 21:54         | 同時ネット |                     |
| 和歌山県       | テレビ和歌山（WTV）       | 独立局         | 木曜 21:00 - 21:54         | 同時ネット |                     |
| 三重県         | 三重テレビ（MTV）         | 独立局         | 火曜 19:00 - 19:55         | 遅れネット | [ 注 18 ]           |
| 青森県         | 青森テレビ（ATV）         | TBS系列        | 火曜 15:55 - 16:50         | 遅れネット | [ 注 19 ]           |
| 岩手県         | IBC岩手放送（IBC）        | TBS系列        | 土曜 12:00 - 12:54         | 遅れネット |                     |
| 宮城県         | 仙台放送（OX）            | フジテレビ系列 | 土曜 12:00 - 12:53         | 遅れネット | [ 注 20 ]           |
| 秋田県         | 秋田朝日放送（AAB）       | テレビ朝日系列 | 土曜 12:00 - 12:55         | 遅れネット | [ 注 21 ]           |
| 山形県         | 山形放送（YBC）           | 日本テレビ系列 | 土曜 12:00 - 12:55         | 遅れネット | [ 注 22 ]           |
| 福島県         | テレビユー福島（TUF）     | TBS系列        | 土曜 12:10 - 13:05         | 遅れネット | [ 注 23 ]           |
| 新潟県         | 新潟テレビ21（UX）        | テレビ朝日系列 | 土曜 12:00 - 12:55         | 遅れネット | [ 注 24 ]           |
| 静岡県         | 静岡放送（SBS）           | TBS系列        | 土曜 15:35 - 16:30         | 遅れネット |                     |
| 富山県         | 北日本放送（KNB）         | 日本テレビ系列 | 日曜 15:00 - 15:55         | 遅れネット | [ 注 25 ]           |
| 石川県         | 北陸放送（MRO）           | TBS系列        | 土曜 12:10 - 13:05         | 遅れネット |                     |
| 広島県         | 広島テレビ（HTV）         | 日本テレビ系列 | 月曜 1:25 - 2:20(日曜深夜) | 遅れネット |                     |
| 山口県         | 山口放送（KRY）           | 日本テレビ系列 | 土曜 16:00 - 17:00         | 遅れネット | [ 注 27 ]           |
| 長崎県         | 長崎放送（NBC）           | TBS系列        | 土曜 16:00 - 16:55         | 遅れネット |                     |
| 熊本県         | くまもと県民テレビ（KKT） | 日本テレビ系列 | 日曜 16:30 - 17:25         | 遅れネット | [ 注 28 ]           |
| 鹿児島県       | 南日本放送（MBC）         | TBS系列        | 土曜 10:20 - 11:15         | 遅れネット |                     |

| 放送対象地域   | 放送局              | 系列           | 放送時間           | 打ち切り時期   |
| -------------- | ------------------- | -------------- | ------------------ | -------------- |
| 愛媛県         | テレビ愛媛（EBC）   | フジテレビ系列 | 水曜 15:05 - 16:00 | 2010年3月31日  |
| 福井県         | 福井テレビ（FTB）   | フジテレビ系列 | 日曜 14:00 - 14:55 | 2013年3月31日  |
| 佐賀県         | サガテレビ（STS）   | フジテレビ系列 | 日曜 12:00 - 12:55 | 2014年7月6日   |
| 宮崎県         | 宮崎放送（mrt）     | TBS系列        | 火曜 9:55 - 10:50  | 2014年12月31日 |
| 沖縄県         | 琉球放送（RBC）     | TBS系列        | 土曜 12:57 - 13:55 | 不明           |
| 鳥取県・島根県 | 日本海テレビ（NKT） | 日本テレビ系列 | 土曜 12:00 - 13:00 | 不明           |

- ただし打ち切られて以降も各放送局の放送エリア内に関する話題を扱った回を単発放送する場合があった。

### 不定期ネット局
- 愛媛朝日テレビ（eat） - 愛媛県、テレビ朝日系列。2014年7月12日より不定期に放送、番組終了後の2020年4月より定期放送開始（土曜 13:30 - 14:25）。但し約1年遅れ。
- テレビ山梨（UTY） - 山梨県、TBS系列。主にドラマ再放送枠のスケジュール調整として平日夕方などに数日連続で放送したり、山梨県や富士山に関する話題を扱った回を週末午後に放送することがあった。
- 大分放送（OBS） - 大分県、TBS系列。

### ネット配信
- Netflixで過去放送分が有料配信されている。

## 書籍
- 2008年には番組制作スタッフによる公式本「和風総本家 第一巻」が講談社より発売された。ISBN 978-4062147255
- 2011年には「和風総本家 七代目豆助オフィシャル フォトブック」が新紀元社より発売され、DVD「和風総本家　豆助っていいな。」もユニバーサルミュージックより発売された。